# Клузоне
Клузо̀не (на италиански: Clusone; на ломбардски: Clüsù, Клюзу) е градче и община в Северна Италия, провинция Бергамо, регион Ломбардия. Разположено е на 647 m надморска височина. Населението на общината е 8602 души (към 2017 г.).